# Conde de Pedroso de Albuquerque
O título de Conde de Pedroso de Albuquerque foi criado por decreto, de 11 de abril de 1881, do rei D. Luís I de Portugal, a favor de António Pedroso de Albuquerque, 1.º conde de Pedroso de Albuquerque, único titular.